# Çağla Büyükakçay
Çağla Büyükakçay (Adana, 28 september 1989) is een tennisspeelster uit Turkije. Zij begon met tennis toen zij acht jaar oud was. Haar favoriete ondergrond is hardcourt. Zij speelt rechtshandig en heeft een tweehandige backhand.

## Loopbaan

### Enkelspel
Büyükakçay debuteerde in 2004 op het ITF-toernooi van haar woonplaats Istanbul (Turkije). Zij stond in 2006 voor het eerst in een finale, op het ITF-toernooi van Antalya (Turkije) – zij verloor van de Griekse Anna Gerasimou. In 2007 veroverde Büyükakçay haar eerste titel, op het ITF-toernooi van Istanbul, door de Duitse Ria Dörnemann te verslaan. Tot op hedenapril 2016 won zij acht ITF-titels, de meest recente in 2015 in Dubai (VAE).
In 2008 speelde Büyükakçay voor het eerst op een WTA-hoofdtoernooi, op het toernooi van Istanbul, waarvoor zij door middel van een wildcard was uitgenodigd.
In 2016 bereikte zij voor het eerst een WTA-finale, op het toernooi van Istanbul – hier veroverde zij haar eerste titel, door de Montenegrijnse Danka Kovinić te verslaan. Zij werd hiermee de eerste Turkse titelwinnares in de WTA-historie – voorts kwam zij binnen in de top-honderd van de WTA-ranglijst (82e).

### Dubbelspel
Büyükakçay behaalde in het dubbelspel betere resultaten dan in het enkelspel. Zij debuteerde in 2004 op het ITF-toernooi van Istanbul (Turkije) samen met de Oostenrijkse Anna Bartenstein. Zij stond in 2006 voor het eerst in een finale, op het ITF-toernooi van Antalya (Turkije), samen met de Wit-Russin Alena Bayarchyk – hier veroverde zij haar eerste titel, door het Wit-Russische duo Galina Semenova en Tatsiana Teterina te verslaan. Tot op hedenapril 2016 won zij veertien ITF-titels, de meest recente in 2015 in Dubai (VAE).
In 2007 speelde Büyükakçay voor het eerst op een WTA-hoofdtoernooi, op het toernooi van Istanbul, samen met landgenote Pemra Özgen. Zij stond in 2014 voor het eerst in een WTA-finale, op het toernooi van Boekarest, samen met de Italiaanse Karin Knapp – zij verloren van het Roemeense koppel Elena Bogdan en Alexandra Cadanțu.

### Tennis in teamverband
Sinds 2004 maakt Büyükakçay jaarlijks deel uit van het Turkse Fed Cup-team. Daarin bereikte zij een winst/verlies-balans van 33–24. Het team speelt sinds 2013 op het hoogste regionale niveau (Group I) van de regio Europa/Afrika.

## Posities op deWTA-ranglijst
Positie per einde seizoen:
| jaar | rang enkelspel | rang dubbelspel |
| ---- | -------------- | --------------- |
| 2006 | 668            | 647             |
| 2007 | 457            | 527             |
| 2008 | 390            | 407             |
| 2009 | 310            | 356             |
| 2010 | 192            | 194             |
| 2011 | 197            | 314             |
| 2012 | 186            | 514             |
| 2013 | 149            | 206             |
| 2014 | 141            | 169             |
| 2015 | 158            | 128             |

## Palmares
| Legenda                 |
| ----------------------- |
| Grandslamtoernooi       |
| Olympische Spelen       |
| Year-End Championships  |
| Premier Mandatory       |
| Premier Five / WTA 1000 |
| Premier / WTA 500       |
| International / WTA 250 |
| Challenger / WTA 125    |

### WTA-finaleplaatsen enkelspel
| nr.              | finale     | toernooi     | ondergrond | tegenstandster | score         |         |
| ---------------- | ---------- | ------------ | ---------- | -------------- | ------------- | ------- |
| gewonnen finales |            |              |            |                |               |         |
| 1.               | 2016-04-24 | WTA Istanbul | gravel     | Danka Kovinić  | 3-6, 6-2, 6-3 | details |
| verloren finales |            |              |            |                |               |         |
| geen             |            |              |            |                |               |         |

### WTA-finaleplaatsen vrouwendubbelspel
| nr.              | finale     | toernooi      | ondergrond | partner         | tegenstandsters                 | score            |         |
| ---------------- | ---------- | ------------- | ---------- | --------------- | ------------------------------- | ---------------- | ------- |
| gewonnen finales |            |               |            |                 |                                 |                  |         |
| geen             |            |               |            |                 |                                 |                  |         |
| verloren finales |            |               |            |                 |                                 |                  |         |
| 1.               | 2014-07-13 | WTA Boekarest | gravel     | Karin Knapp     | Elena Bogdan Alexandra Cadanțu  | 4-6, 6-3, [5-10] | details |
| 2.               | 2015-07-26 | WTA Istanbul  | hardcourt  | Jelena Janković | Darja Gavrilova Elina Svitolina | 7-5, 1-6, [4-10] | details |

## Resultaten grandslamtoernooien
| Legenda | Legenda                          |
| ------- | -------------------------------- |
| g.t.    | geen toernooi gehouden           |
| l.c.    | lagere categorie                 |
| –       | niet deelgenomen                 |
| G       | uitgeschakeld in de groepsfase   |
| 1R      | uitgeschakeld in de eerste ronde |
| 2R      | uitgeschakeld in de tweede ronde |
| 3R      | uitgeschakeld in de derde ronde  |
| 4R      | uitgeschakeld in de vierde ronde |
| KF      | uitgeschakeld in de kwartfinale  |
| HF      | uitgeschakeld in de halve finale |
| F       | de finale verloren               |
| W       | het toernooi gewonnen            |
| w-v     | winst/verlies-balans             |

### Enkelspel
| Toernooi        | 2016 | 2017 |
| --------------- | ---- | ---- |
| Australian Open | –    | 1R   |
| Roland Garros   | 2R   | 2R   |
| Wimbledon       | 1R   | –    |
| US Open         | 2R   | –    |

### Vrouwendubbelspel
| Toernooi        | 2016 |
| --------------- | ---- |
| Australian Open | –    |
| Roland Garros   | –    |
| Wimbledon       | 1R   |
| US Open         | 1R   |